# Samboal
Samboal é um município da Espanha na província de Segóvia, comunidade autónoma de Castela e Leão, possuindo área  de 47,58 km², uma população de 515 habitantes (2007) e densidade populacional de 11,77 hab/km².

## Demografia
| Variação demográfica do município entre 1991 e 2004 | Variação demográfica do município entre 1991 e 2004 | Variação demográfica do município entre 1991 e 2004 | Variação demográfica do município entre 1991 e 2004 |
| --------------------------------------------------- | --------------------------------------------------- | --------------------------------------------------- | --------------------------------------------------- |
| 1991                                                | 1996                                                | 2001                                                | 2004                                                |
| 702                                                 | 633                                                 | 576                                                 | 560                                                 |